# Kuparuk River
Der Kuparuk River ist ein etwa 327 km langer Zufluss der Beaufortsee im Bereich der North Slope im Norden des US-Bundesstaats Alaska.

## Verlauf
Der Kuparuk River entspringt in den nördlichen Vorbergen der Brookskette auf einer Höhe von etwa 1200 m. Weiter südlich fließt der Atigun River in östlicher Richtung zum Sagavanirktok River. Am Oberlauf des Kuparuk River befindet sich ein kleinerer See. Der Kuparuk River fließt anfangs in nordnordwestlicher Richtung durch die Arktische Ebene. Bei Flusskilometer 300 kreuzen die Trans-Alaska-Pipeline und der Dalton Highway (⊙) den Oberlauf des Kuparuk River. Ab Flusskilometer 170 wendet sich der Kuparuk River nach Nordosten, später in Richtung Nordnordost. Bei Flusskilometer 80 mündet der Toolik River rechtsseitig in den Kuparuk River. Der Kuparuk River spaltet sich nun öfter in zwei oder drei Flussarme auf. Etwa 20 km oberhalb der Mündung kreuzt eine Straße den Flusslauf, den West Channel (⊙), den Central Channel (⊙) sowie den East Channel (⊙). Die Straße verbindet das westlich des Flusslaufs gelegene Ölfeld Kuparuk (auch Kuparuk River Ölfeld) mit Prudhoe Bay bzw. Deadhorse. Das Ölfeld wird seit 1981 von ConocoPhillips ausgebeutet. Der East Channel und der West Channel werden seit 1999 jeweils von einem Straßendamm mit einer kurzen Brücke gekreuzt, die bei Hochwasser zeitweise überströmt werden. Der Kuparuk River mündet schließlich 13 km südöstlich von Beechey Point sowie 28 km nordnordwestlich von Deadhorse in die Gwydyr Bay.

## Namensgebung
Der Fluss trägt einen Eskimo-Namen, der im Jahr 1901 von S. J. Marsh, einem Prospektor, aufgezeichnet wurde. Marsh verwendete die Schreibweise "Koopowra" und übersetzte den Namen mit „großer Fluss“ (vermutlich Kugauraq).

## Hydrologie
20 Kilometer oberhalb der Mündung befindet sich ein Abflusspegel. Der mittlere Abfluss (MQ) zwischen 1975 und 2023 betrug 44 m³/s. Im Juni treten gewöhnlich die größten monatlichen Abflüsse mit Werten von 290 m³/s auf. Im Mai sowie zwischen Juli und September führt der Fluss gewöhnlich zwischen 40 und 55 m³/s. Während den Wintermonaten ist der Fluss von einer Eisdecke bedeckt.

## Flussfauna
Im Kuparuk River kommt die Arktische Äsche vor.

## Einzugsgebiet
Das etwa 8730 km² große Einzugsgebiet des Kuparuk River grenzt im Osten an das des Sagavanirktok River sowie im Westen an das des Colville River.